# Сушич, Дервиш
Дервиш Сушич (босн. Derviš Sušić; 3 июня 1925, Власеница, Королевство Югославия — 1 сентября 1990, Тузла, Босния и Герцеговина, СФРЮ) — боснийско-герцеговинский писатель, драматург, журналист. Член Академии наук и искусств Боснии и Герцеговины (с 1975).

## Биография
Обучался в педагогическом училище в Сараеве. С 1942 года — член Союза коммунистической молодёжи Югославии.
Участник антифашистского движения сопротивления Югославии. С 1942 года — партизан, боец Народно-освободительной армии Югославии.
После окончания войны учительствовал в разных городах Боснии, занимался журналистикой. В 1949—1951 гг. работал в сараевских газетах «Ослободжене» и «Задругара», был директором Национальной библиотеки в Тузле (в 2002 годау названной в его честь).
Общественно-политический деятель Боснии и Герцеговины. Работал в ЦК Компартии Боснии и Герцеговины.
Лауреат национальных литературных премий.

## Творчество
Личные впечатления и опыт участия в революции и партизанском движении определили тематику и проблематику первых произведений Д. Сушича, его интерес к документально-дневниковой прозе («С Пролетарской бригадой»/«S proleterima», 1950).
Автор ряда книг для детей и юношества. В произведениях для детей рассказывает о подвигах юных участников революции («Парень из Вргорца» /«Momče iz Vrgorca», 1953); «Курьер»/«Kurir», 1964). Известность Д. Сушичу принёс роман «Я, Данила» («Ja, Danilo», 1960), переведенный на немецкий, польский, румынский, русский и другие языки. Роман написан от лица бывшего партизана, ставшего председателем коллективного хозяйства.

## Избранная библиография
- Ja, Danilo (1960);
- Danilo u stavu mirno (1961);
- Pobune (1966);
- Uhode (1971);
- Hodža strah (1973);
- Žestine (1976);
- Tale (1980);
- Parergon (1980);
- Žar i mir (1983);
- Veliki vezir (1984);
- A. Triptih (1985);
- Nevakat (1986);
- Listopad (1987);
- Jesenji cvat (драма, 1988);
- Drame (1988);
- Cvijet za čovjekoljublje (1989).